# Сухарєв Гірш Нохимович
Гірш Нохимович (Нахимович) Сухарєв (1900, місто Пропойськ Биховського повіту Могильовської губернії, тепер місто Славгород Могильовської області, Республіка Білорусь — 1963, місто Ленінград) — радянський партійний діяч, 1-й секретар обкому ВКП(б) Єврейської автономної області. Депутат Верховної Ради СРСР 1-го скликання. 

## Біографія
Народився в родині робітника-пічника. У 1910 році закінчив двокласне єврейське народне училище в місті Чериков Могильовської губернії.
З червня 1911 по серпень 1919 року — майстер-кондитер пекарень Райхінштейна, Осинського і Зільбершвайда, кондитерської фабрики Шейніна в Могильові.
З серпня 1919 по липень 1920 року — телефоніст роти зв'язку 24-ї бригади 8-ї стрілецької дивізії РСЧА. У липні 1920 — березні 1922 року — провідник і завідувач експедиції літератури політичного відділу XVI армії РСЧА на Західному фронті. З березня 1922 по березень 1923 року — телефоніст 64-го полку 22-ї бригади 8-ї стрілецької дивізії РСЧА в містечку Житковичі Мозирського округу Білоруської РСР.
У березні 1923 — січні 1925 року — робітник-обрізувальник маслобійного заводу «Зоря» в Могильові.
Член РКП(б) з листопада 1924 року.
У лютому — травні 1925 року — чорнороб дріжджового заводу «Зоря» в Мінську. З травня 1925 по серпень 1929 року —  кондитер хлібопекарні Центрального робітничого кооперативу в Мінську. З серпня 1929 по січень 1930 року — майстер-кондитер Мінського хлібозаводу імені 10-ї річниці Жовтня.
У лютому — червні 1930 року — голова куща колгоспів Бегомльського районного земельного відділу Білоруської РСР. З червня по жовтень 1930 року — завідувач Бегомльського районного земельного відділу. З жовтня 1930 по вересень 1931 року — завідувач організаційного відділу Бегомльского районного комітету КП(б) Білорусії.
У 1931 році закінчив курси з підготовки до втуз парттисячників у Мінську. У жовтні 1931 — жовтні 1936 року — студент, з жовтня 1936 по листопад 1937 року — секретар партійного комітету Московського хіміко-технологічного інституту імені Менделеєва в Москві. Здобув фах інженера хіміка-технолога.
12 жовтня 1937 — листопад 1941 року — в.о. 1-го секретаря, 1-й секретар обласного комітету ВКП(б) Єврейської автономної області.
З грудня 1941 по липень 1945 року — директор Комсомольского-на-Амурі заводу № 364 акумуляторних морських батарей для забезпечення Тихоокеанського флоту в місті Комсомольск-на-Амурі Хабаровського краю.
У липні 1945 — грудні 1946 року — директор Центральної науково-дослідної лабораторії № 40 в місті Ленінграді. З січня 1947 по серпень 1949 року — заступник директора Ленінградського заводу «Санбудфаянс».
З серпня 1949 по листопад 1950 року — головний інженер Ленінградського клейового заводу, з листопада 1950 року — начальник монтажного цеху Ленінградської акумуляторно-монтажної і ремонтно-зарядної станції.
Помер у місті Ленінграді в 1963 році.